# روبرتو لوزانو مونتيرو
روبرتو لوزانو مونتيرو (بالإسبانية: Roberto Lozano)‏ (و. 1977  م) هو راكب دراجة هوائية إسباني، ولد في أودينا، برشلونة.